# 布斯罗库尔
布斯罗库尔（法語：Bousseraucourt，法語發音：[busʁokuʁ]）是法国上索恩省的一个市镇，属于沃苏勒区。

## 地理
布斯罗库尔（47°57'40"N, 5°55'45"E）面积7.58 平方千米，位于法国勃艮第-弗朗什-孔泰大區上索恩省，该省份为法国东部内陆省份，北起顺时针与孚日省、贝尔福地区省、杜省、汝拉省、科多尔省和上马恩省接壤。
与布斯罗库尔接壤的市镇（或旧市镇、城区）包括：戈东库尔、勒涅韦勒、容韦勒、阿默韦勒、菲涅韦勒、格里尼翁库尔。

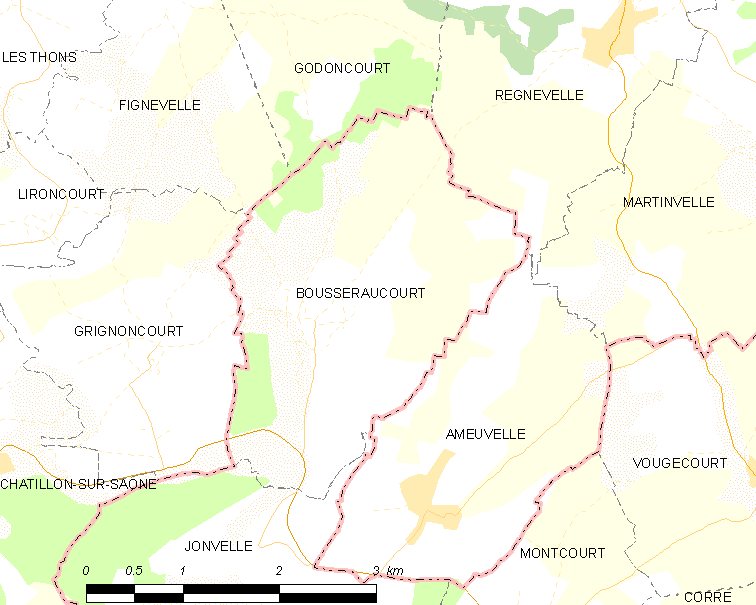
布斯罗库尔的OSM定位图

布斯罗库尔的时区为UTC+01:00、UTC+02:00（夏令时）。

## 行政
布斯罗库尔的邮政编码为70500，INSEE市镇编码为70091。

## 政治
布斯罗库尔所属的省级选区为瑞塞县。

## 人口

1962-2008年间布斯罗库尔人口变化图示

布斯罗库尔于2022年1月1日时的人口数量为45人。